# Юліус Пайєр
Юліус Йоганнес Людовикус фон Пайєр (нім. Julius Johannes Ludovicus von Payer), більш відомий як Юліус Пайєр (1 вересня 1842, Шенау, нині Тепліце — 30 серпня 1915, Фельдес, тепер Блед, Югославія) — австро-угорський дослідник Арктики, військовик, художник.

## Життєпис

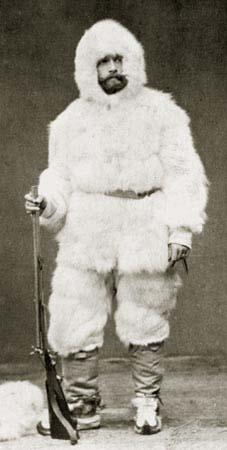

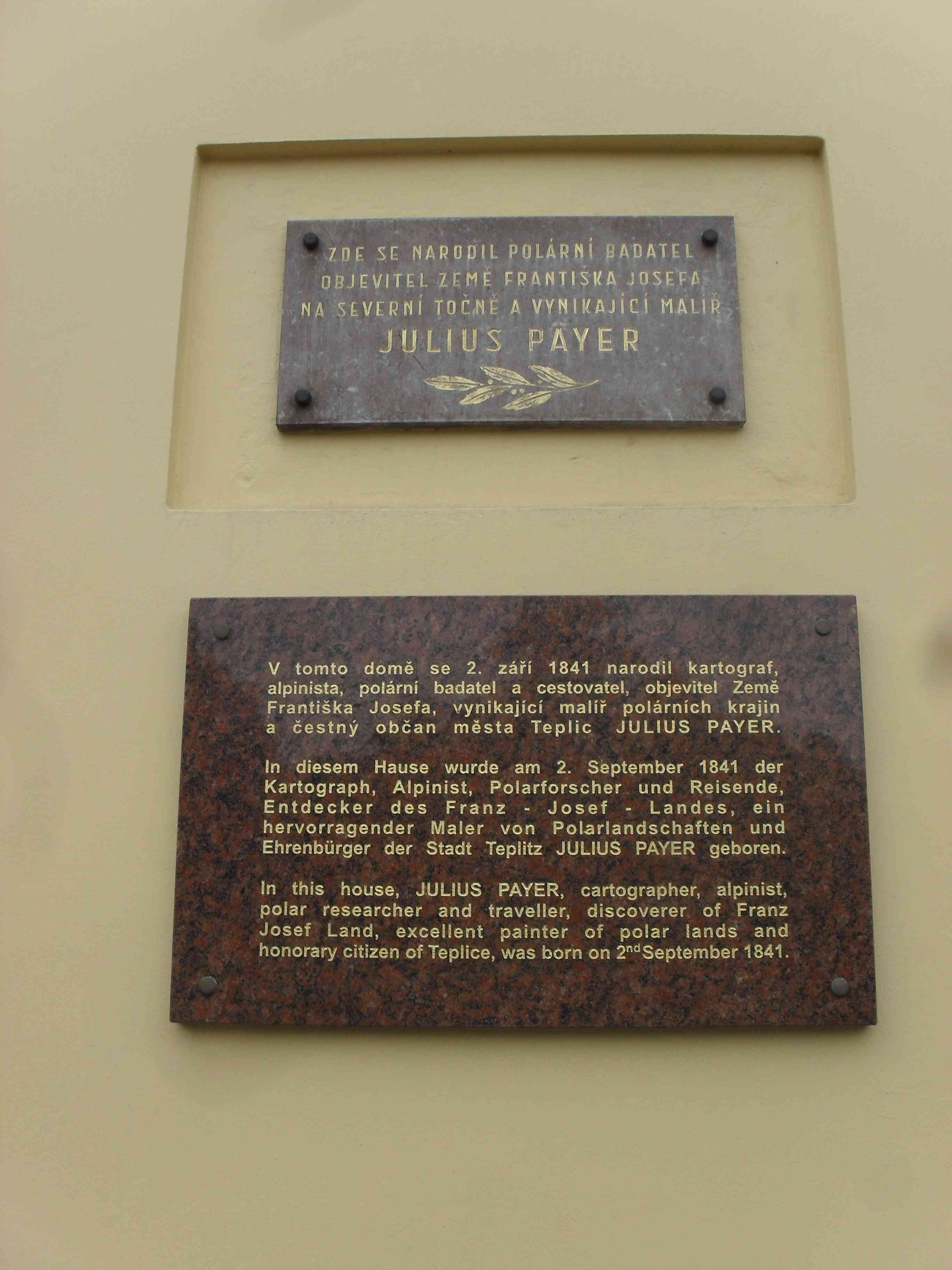
Меморіальна дошка в Тепліце

Після закінчення в 1859 році військового коледжу у Вінер-Нейштадті служив в австрійській армії. 24 червня 1859 року брав участь в битві при Сольферіно — найбільшій битві австро-італо-французької війни.
З 1860 по 1863 рік служив в гарнізоні Верони, потім, після присвоєння звання лейтенанта першого рангу, був переведений в гарнізон Венеції.
З 1862 року захопився альпінізмом, здійснивши більше 30 сходжень в Італійських Альпах.
З 1863 року викладав історію в кадетської школі в Айзенштадті (Австрія), в 1864–1868 рр. займався дослідженням масивів Адамелло і Ортлес в Південних Вапнякових Альпах. Першим у світі здійснив сходження на Адамелло — вершину південного ряду Середніх Альп заввишки 3554 метрів. У ході цих досліджень склав детальну топографічну карту.
24 червня 1866 року взяв участь у другій битві при Кустоці. За виявлену в ході битви мужність був нагороджений Військовим Хрестом.
В 1869 році брав участь у другій німецькій полярній експедиції К. Кольдевея.
В 1872–1874 роках разом з Карлом Вейпрехтом на парусно-паровій шхуні «Admiral Tegetthoff» (нім. Admiral Tegetthoff) в ході австро-угорської полярної експедиції відкрив острови Земля Франца-Йосипа і склав першу карту архіпелагу.
Свою подорож по Арктиці описав у книзі «725 днів в льодах Арктики» (1876).
Іменами Пайєра названі:
- Острів Паєра в центрі архіпелага Землі Франца-Йосипа.
- Земля Пайєра на узбережжі Східної Гренландії.
- Мис на північному узбережжі Гренландії в морі Лінкольна.
- Мис на східному узбережжі острова Західний Шпіцберген.
- Льодовик на острові Земля Александри архіпелагу Землі Франца-Йосипа.
- Бухта на острові Пім в протоці Сміта між Гренландією і островом Елсмір.

## Публікації
- Ю. Пайер. 725 дней во льдах Арктики. — Главсевморпуть, 1935. Перевод и редакция И. и Л. Ретовских. (рос.)